# Navardún
Navardún ist ein Ort und eine Gemeinde in der Provinz Saragossa in der Autonomen Region Aragón in Spanien. 2024 hatte die Gemeinde 39 Einwohner. Neben dem Hauptort Navardún gehören auch die Weiler Gordún und Gordués zur Gemeinde.

## Lage
Navardún liegt etwa 100 Kilometer nordnordwestlich im Pyrenäenvorland im Getreideanbaugebiet der Comarca Cinco Villas in einer Höhe von 430 m am Río Onsella.

## Bevölkerungsentwicklung
Demographische Daten für Navardún von 1900 bis 2021:
| 1900 | 1910 | 1920 | 1930 | 1940 | 1950 | 1960 | 1970 | 1981 | 1991 | 2001 | 2011 | 2021 |
| ---- | ---- | ---- | ---- | ---- | ---- | ---- | ---- | ---- | ---- | ---- | ---- | ---- |
| 436  | 431  | 460  | 422  | 394  | 329  | 285  | 192  | 116  | 89   | 60   | 48   | 34   |

## Sehenswürdigkeiten
- Himmelfahrtskirche (Iglesia de la Asunción de María) aus dem 11. Jahrhundert
- Reste der Burganlage
- Rathaus

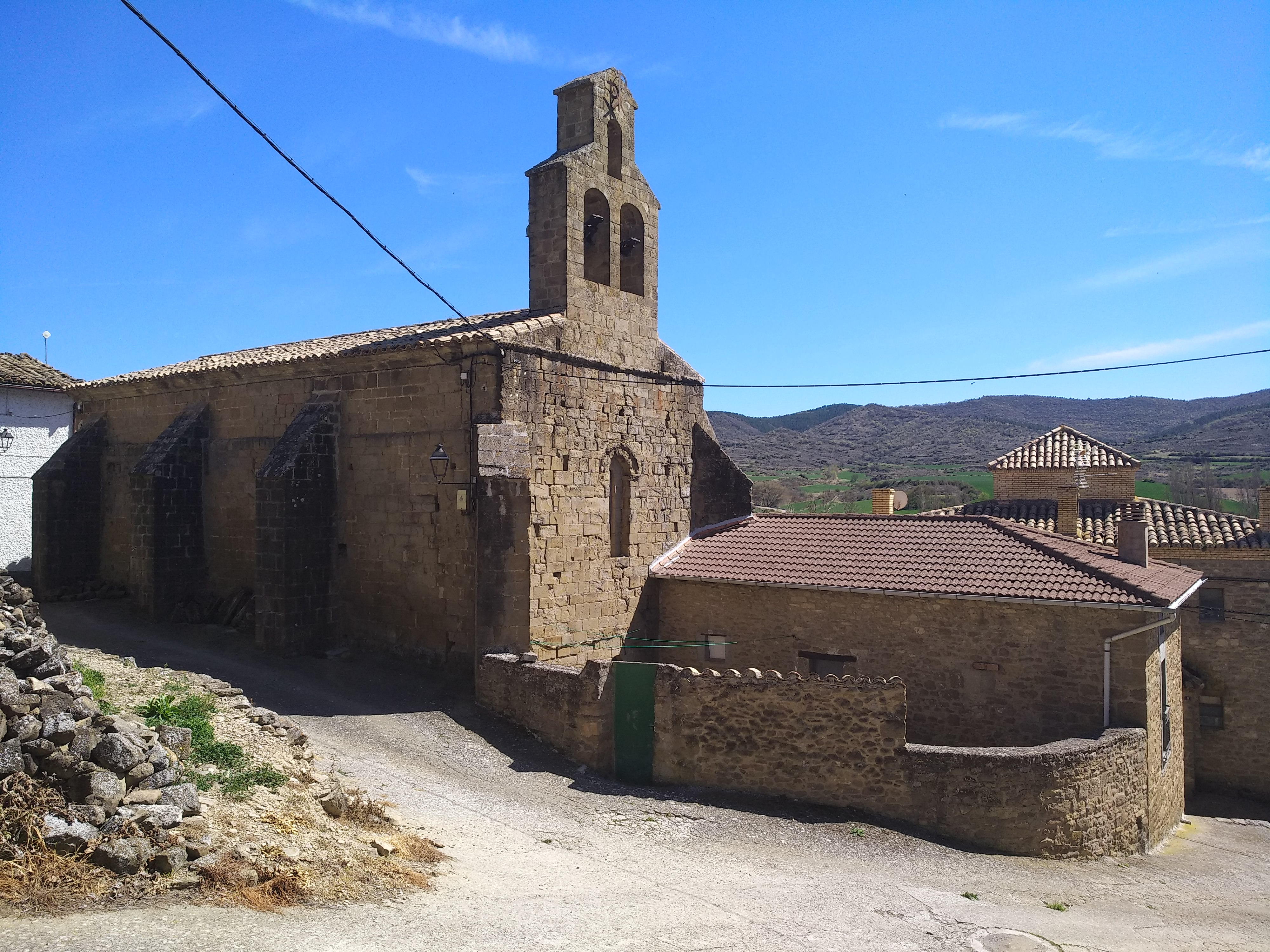
Himmelfahrtskirche
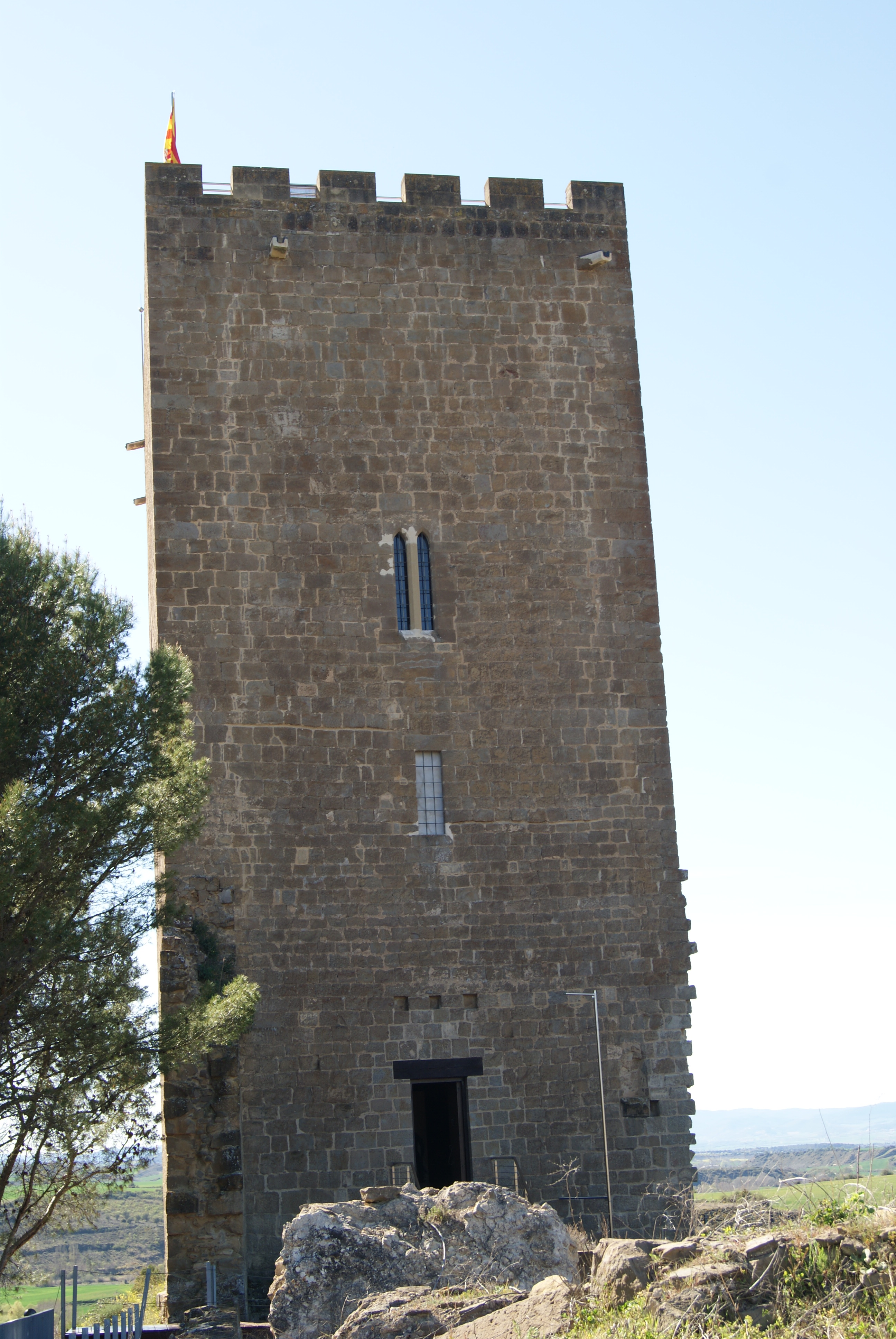
Reste der Burganlage
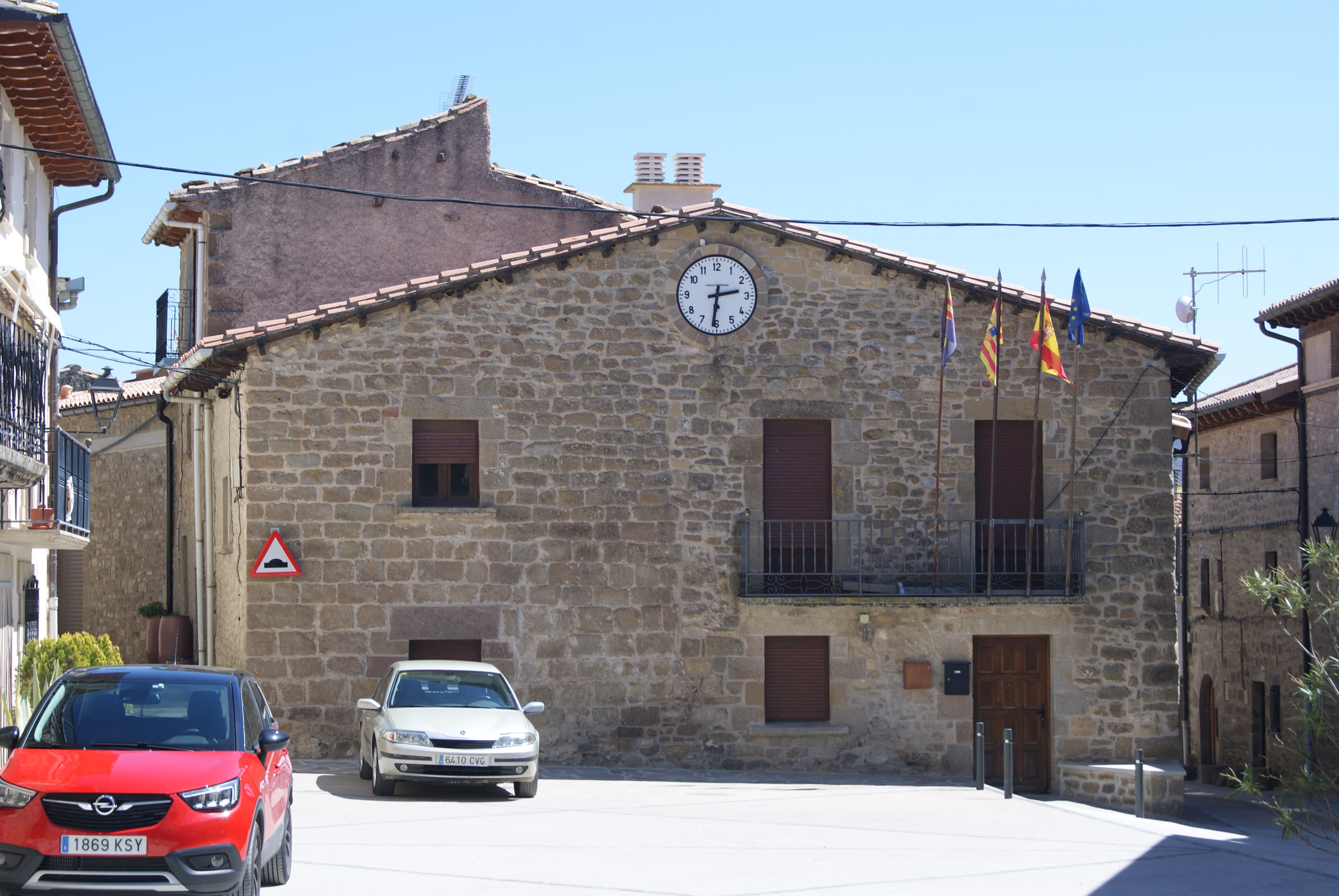
Rathaus